# Tiro en los Juegos Europeos de Minsk 2019
El tiro en los II Juegos Europeos se realizó en el Club de Tiro de Minsk (Bielorrusia) del 22 al 28 de junio de 2019.
En total fueron disputadas en este deporte 19 pruebas diferentes, 6 masculinas, 6 femeninas y 7 mixtas, repartidas en las dos especialidades de este deporte: 12 en tiro de precisión y 7 en tiro al plato.

## Medallistas

### Masculino
| Evento                                     | Oro                                     | Plata                                           | Bronce                                    |
| ------------------------------------------ | --------------------------------------- | ----------------------------------------------- | ----------------------------------------- |
| Rifle 3 posiciones 50 m (26 de junio)      | Serguei Kamenski · Rusia · 461,6 pts.   | Yuri Shcherbatsevich · Bielorrusia · 460,9 pts. | István Péni · Hungría · 450,6 pts.        |
| Rifle de aire 10 m (24 de junio)           | Serguei Richter · Israel · 250,8        | Serguei Kamenski · Rusia · 250,0                | Filip Nepejchal · República Checa · 228,9 |
| Pistola rápida de fuego 25 m (26 de junio) | Oliver Geis · Alemania · 33             | Jean Quiquampoix · Francia · 32                 | Clément Bessaguet · Francia · 26          |
| Pistola de aire 10 m (23 de junio)         | Artiom Chernousov · Rusia · 241,4       | Oleh Omelchuk · Ucrania · 239,6                 | Lauris Strautmanis · Letonia · 219,3      |
| Foso (23 de junio)                         | David Kostelecký · República Checa · 44 | Valerio Grazini · Italia · 42                   | Aaron Heading · Reino Unido · 34          |
| Skeet (27 de junio)                        | Stefan Nilsson · Suecia · 57            | Tomáš Nýdrle · República Checa · 56             | Gabriele Rossetti · Italia · 46           |

### Femenino
| Evento                                | Oro                                    | Plata                                          | Bronce                                    |
| ------------------------------------- | -------------------------------------- | ---------------------------------------------- | ----------------------------------------- |
| Rifle 3 posiciones 50 m (27 de junio) | Yuliya Zykova · Rusia · 459,6 pts.     | Nikola Mazurová · República Checa · 453,9 pts. | Polina Jorosheva · Rusia · 444,0 pts.     |
| Rifle de aire 10 m (24 de junio)      | Laura-Georgeta Coman · Rumania · 251,3 | Nina Christen · Suiza · 250,0                  | Nikola Mazurová · República Checa · 228,7 |
| Pistola 25 m (26 de junio)            | Anna Korakaki · Grecia · 35+3          | Heidi Diethelm Gerber · Suiza · 35+2           | Antoaneta Boneva · Bulgaria · 31          |
| Pistola de aire 10 m (23 de junio)    | Zorana Arunović · Serbia · 241,2       | Anna Korakaki · Grecia · 238,9                 | Antoaneta Boneva · Bulgaria · 218,1       |
| Foso (23 de junio)                    | Silvana Stanco · Italia · 46           | Jessica Rossi · Italia · 44                    | Fátima Gálvez · España · 34               |
| Skeet (27 de junio)                   | Diana Bacosi · Italia · 53+4           | Lucie Anastassiou · Francia · 53+3             | Chiara Cainero · Italia · 42              |

### Mixto
| Evento                                | Oro                                                | Plata                                               | Bronce                                             |
| ------------------------------------- | -------------------------------------------------- | --------------------------------------------------- | -------------------------------------------------- |
| Rifle pos. tendida 50 m (25 de junio) | Jan Lochbihler · Nina Christen · Suiza             | Bernhard Pickl · Franziska Peer · Austria           | Kiril Grigorian · Polina Jorosheva · Rusia         |
| Rifle de aire 10 m (22 de junio)      | Serguei Kamenski · Yuliya Karimova · Rusia         | Vladimir Maslennikov · Anastasiya Galashina · Rusia | Filip Nepejchal · Aneta Brabcová · República Checa |
| Pistola de aire 10 m (22 de junio)    | Artiom Chernousov · Vitalina Batsarashkina · Rusia | Damir Mikec · Zorana Arunović · Serbia              | Christian Reitz · Sandra Reitz · Alemania          |
| Pistola 25 m (28 de junio)            | Oliver Geis · Doreen Vennekamp · Alemania          | Christian Reitz · Monika Karsch · Alemania          | Olena Kostevych · Pavlo Korostylov · Ucrania       |
| Pistola 50 m (24 de junio)            | Artiom Chernousov · Margarita Lomova · Rusia       | Lauris Strautmanis · Agate Rašmane · Letonia        | Tsotne Machavariani · Nino Salukvadze · Georgia    |
| Foso (24 de junio)                    | Antonio Bailón · Fátima Gálvez · España            | Giovanni Pellielo · Jessica Rossi · Italia          | Alexei Alipov · Daria Semianova · Rusia            |
| Skeet (28 de junio)                   | Gabriele Rossetti · Chiara Cainero · Italia        | Riccardo Filippelli · Diana Bacosi · Italia         | Jakub Tomeček · Barbora Šumová · República Checa   |

## Medallero
| Núm. | País            | Oro | Plata | Bronce | Total |
| ---- | --------------- | --- | ----- | ------ | ----- |
| 1    | Rusia           | 6   | 2     | 3      | 11    |
| 2    | Italia          | 3   | 4     | 2      | 9     |
| 3    | Alemania        | 2   | 1     | 1      | 4     |
| 4    | República Checa | 1   | 2     | 4      | 7     |
| 5    | Suiza           | 1   | 2     | 0      | 3     |
| 6    | Grecia          | 1   | 1     | 0      | 2     |
| 6    | Serbia          | 1   | 1     | 0      | 2     |
| 8    | España          | 1   | 0     | 1      | 2     |
| 9    | Israel          | 1   | 0     | 0      | 1     |
| 9    | Rumania         | 1   | 0     | 0      | 1     |
| 9    | Suecia          | 1   | 0     | 0      | 1     |
| 12   | Francia         | 0   | 2     | 1      | 3     |
| 13   | Letonia         | 0   | 1     | 1      | 2     |
| 13   | Ucrania         | 0   | 1     | 1      | 2     |
| 15   | Austria         | 0   | 1     | 0      | 1     |
| 15   | Bielorrusia     | 0   | 1     | 0      | 1     |
| 17   | Bulgaria        | 0   | 0     | 2      | 2     |
| 18   | Georgia         | 0   | 0     | 1      | 1     |
| 18   | Hungría         | 0   | 0     | 1      | 1     |
| 18   | Reino Unido     | 0   | 0     | 1      | 1     |
|      | TOTAL           | 19  | 19    | 19     | 57    |